# دوقلوهای مهمانی چای
«دوقلوهای مهمانی چای» (انگلیسی: The Twins' Tea Party) یک فیلم بریتانیایی به کارگردانی رابرت ویلیام پل است که در سال ۱۸۹۶ منتشر شد.